# 26502 Traviscole
26502 Traviscole este un asteroid din centura principală de asteroizi.

## Descriere
26502 Traviscole este un asteroid din centura principală de asteroizi. A fost descoperit pe 2 februarie 2000 la Socorro, New Mexico, în cadrul proiectului LINEAR. Asteroidul prezintă o orbită caracterizată de o semiaxă mare de 2,28 ua, o excentricitate de 0,12 și o înclinație de 2,4° în raport cu ecliptica.